# Ітамар Швіро
Ітамар Швіро (івр. איתמר שבירו, нар. 17 червня 1998) — ізраїльський футболіст, нападник клубу «Хапоель» (Кір'ят-Шмона).
Виступав, зокрема, за клуби «Хапоель» (Беер-Шева), «Хапоель» (Рішон-ле-Ціон) та «Хапоель» (Беер-Шева), а також національну збірну Ізраїлю.
Дворазовий чемпіон Ізраїлю.

## Клубна кар'єра
Народився 17 червня 1998 року. Вихованець футбольної школи клубу «Хапоель» (Беер-Шева). Дорослу футбольну кар'єру розпочав 2017 року в основній команді того ж клубу, в якій провів один сезон, взявши участь у 3 матчах чемпіонату. 
Своєю грою за цю команду привернув увагу представників тренерського штабу клубу «Хапоель» (Рішон-ле-Ціон), до складу якого приєднався 2018 року. Відіграв за команду з Рішон-ле-Ціона наступні два сезони своєї ігрової кар'єри. Більшість часу, проведеного у складі рішон-ле-ціонського «Хапоеля», був основним гравцем атакувальної ланки команди.
У 2020 році повернувся до клубу «Хапоель» (Беер-Шева). Цього разу провів у складі його команди один сезон. Граючи у складі «Хапоеля» з Беер-Шеви також здебільшого виходив на поле в основному складі команди.
До складу клубу «Хапоель» (Кір'ят-Шмона) приєднався 2021 року. Станом на 28 вересня 2022 року відіграв за команду з Кір'ят-Шмони 36 матчів в національному чемпіонаті.

## Виступи за збірні
У 2020 році залучався до складу молодіжної збірної Ізраїлю. На молодіжному рівні зіграв в одному офіційному матчі, забив 1 гол.
У 2022 році дебютував в офіційних матчах у складі національної збірної Ізраїлю.
| Дата      | Місто   | Господарі | Результат | Гості   | Турнір           | Голи | Примітки |
| --------- | ------- | --------- | --------- | ------- | ---------------- | ---- | -------- |
| 27-9-2022 | Та-Калі | Мальта    | 2 – 1     | Ізраїль | товариський матч | -    | 57'      |
| Усього    |         | Матчів    | 1         |         | Голів            | 0    |          |

## Титули і досягнення
- Чемпіон Ізраїлю (2):

«Хапоель» (Беер-Шева): 2016-2017, 2017-2018